# Waychinicup-Nationalpark
Der Waychinicup-Nationalpark (englisch Waychinicup National Park) ist ein 40 Quadratkilometer großer Nationalpark im Südwesten des australischen Bundesstaats Western Australia.

## Lage und Landschaft
Der Park liegt etwa 400 Kilometer südlich von Perth und 60 Kilometer östlich von Albany. Von hier gelangt man zum Park zunächst über den South Coast Highway, danach über eine Schotterpiste, die nach schlechtem Wetter oftmals unpassierbar ist. Er umfasst sowohl das Mündungsgebiet des Waychinicup River in den Südlichen Ozean als auch eine Reihe von Granitfelsen, die sich östlich Richtung Cheyne Beach erstrecken.

## Flora und Fauna
Der Park ist ein Zufluchtsort für eine Reihe von seltenen und ungewöhnlichen Spezies. Wie etwa Quendas, die sich tagesüber häufig entlang der Straßen und Wege aufhalten, und das Western Ringtail Possum in der Nähe des Mount Gardner mit seinen basketballgroßen Nestern aus kleinen Zweigen. Sehr viel schwerer zu beobachten sind die letzten freilebenden Populationen von Quokkas, die sich normalerweise versteckt im dichten Gestrüpp bewegen.
Dank eines Umsiedlungsprogramms aus dem Jahre 1983 wuchs die Anzahl der Lärmdickichtvögel in den Bergregion des Mount Manypeaks Nature Reserve, in unmittelbarer Nachbarschaft des Waychinicup-Nationalparks, zur größten einzelnen Population heran. In den niedrigen Heidelandschaften ist eine weitere gefährdete Spezies, der Western Ground Parrot (Pezoporus wallicus flaviventris), heimisch. Im Übergangsbereich von Busch zu Heideland können die häufigeren Western Whipbird und Western Bristlebird beobachtet werden.